# Дмитриев, Андрей Сергеевич
Андрей Сергеевич Дмитриев (29 июня 1925, Ленинград, СССР — 13 апреля 1989) — советский и белорусский физиолог и политический деятель.

## Биография
Родился Андрей Дмитриев 29 июня 1925 года в Ленинграде. В самом раннем детстве вместе с родителями переехал в БССР, и он с детства мечтал быть врачом-физиологом, однако эти планы пришлось реализовывать чуть позднее, ибо началась ВОВ и ему в 1941 году пришлось в возрасте 15-ти лет добровольцем уйти на фронт. Так он стал участником ВОВ и прошёл всю войну. После окончания войны, он поступил в Белорусский институт физической культуры и окончил его то ли в 1951, то ли в 1954 году. С 1954 по 1957 год заведовал отделом Института физиологии, с 1957 года работал учёным секретарём этого же института. С 1980 по 1985 год являлся депутатом ВС БССР.
Скончался Андрей Дмитриев 13 апреля 1989 года.

## Научные работы
Основные научные работы посвящены изучению влияний гравитации и вибрации на организм человека и животных. Автор свыше 120-ти научных работ и 1 монографии.

## Избранные сочинения
- Дмитриев А.С. Лабиринтные и экстралабиринтные механизмы некоторых соматических и вегетативных реакций на ускорение.— Минск.: Наука и техника, 1969.

## Членство в обществах
- 1974-89 — Академик АН Белорусской ССР.
- 1975-89 — Член ИБРО.
- 1977-89 — Вице-президент АН Белорусской ССР.

## Награды, премии и почётные звания
- 1967 — Орден Знак Почёта.
- 1976; 1985 — Орден Трудового Красного Знамени (2-кратный кавалер).
- 1978 — Заслуженный деятель науки БССР.
- 1985 —  Орден Отечественной войны II степени.
- Прочие научные медали.